# Иргат Кадыр
Ирга́т Кады́р (крымскотат. Irğat Qadır, Ыргъат Къадыр; настоящее имя Хали́ль Джеми́левич Кады́ров крымскотат. Halil Cemil oğlu Qadırov, Халиль Джмиль огълу Къадыров, 1905, Приветное — 26 января 1945, Восточная Пруссия) — советский крымскотатарский поэт. Член Союза писателей СССР с 1934 года. Член Правления Союза писателей СССР. Заместитель председателя Союза писателей Крыма. Участник Великой Отечественной войны. Погиб на фронте.

## Биография
Родился в 1905 году в Крыму в селе Ускут Симферопольского уезда Таврической области (Крым) Российской империи в многодетной семье батрака.
Отец умер рано, и мальчик с десяти лет познал тяжёлый батрацкий труд на местных баев, затем отправился на заработки в Карасубазар где работал у содержателя кофейни М. Менахая.
В 16 лет, с установлением Советской власти в 1921 году, приехал в Ялту где поступил на рабочий факультет. Вернувшись в родное село вёл активную пропагандистскую работу. Окончил татарский педагогический техникум.
В 1924 году был направлен в Москву в Коммунистический университет трудящихся Востока имени И. В. Сталина. Член ВКП(б) с 1925 года. В 1927—1929 годах проходил срочную службу в Красной Армии.
После армии в 1929 году поступил в Крымский пединститут имени Фрунзе на факультет филологии. Работал в Балаклаве главным редактором районной газеты.
В 1934 году направлен делегатом на Первый съезд советских писателей, где избран членом правления. Также был избран заместителем председателя Союза писателей Крыма. С 1934 года решением крымского ОК ВКП(б) исключительно для творческой работы освобождён от обязанностей по занимаемым должностям с обеспечением содержания за счет бюджета, в снабжении и лечебной помощи приравнен к руководящим работникам области, обеспечен жилплощадью.
Осенью 1937 года исключён из партии, арестован, обвинён в национализме в числе других писателей по делу о «врагах народа, которые способствовали отторжению Крыма от Советской России в пользу буржуазной Турции». Это дело возникло после доклада Юсуфа Болата на собрании Союза писателей Крыма, в котором он заявил, что старшее поколение крымских писателей предало интересы советской страны и воспитывают читателей в духе ненависти к советскому строю. В ноябре 1939 года состоялся суд, Играт Кадыр был полностью оправдан, восстановлен в партии и правах.
На 1941 год являлся членом ревизионной комиссии Союза писателей СССР.

### Великая Отечественная война
На фронте с первых дней Великой Отечественной войны, ещё в апреле 1941 года лейтенант запаса Халиль Кадыров был призван на переподготовку офицеров в город Бровары.
Старший брат писателя Мустафа, виноградарь, чей труд был отмечен золотой медалью ВДНХ СССР, в годы фашистской оккупации Крыма стал подпольщиком, был арестован гестапо и после пыток казнён. Жена и сын писателя находились в эвакуации в Башкирской АССР.
Участвовал в боях на Украине, в Сталинградской битве, освобождении Белоруссии, Польши, Восточной Пруссии. Четыре раза был ранен.
Из наградного листа от 2 августа 1944 года на гвардии старшего лейтенанта, командира стрелковой роты Отдельного штурмового стрелкового батальона 11 гвардейской армии Х. Д. Кадырова: «как командир роты обеспечил успех в прорыве обороны немцев. В ходе боя рота подбила две самоходные пушки, захватила пять пушек. Личным примером воодушевил бойцов, был ранен».
В ночь с 24 на 25 января 1945 в ходе Восточно-Прусской операции на подступах к Кенигсбергу получил сквозное пулевое ранение брюшной полости. Утром 25 января доставлен в госпиталь, была проведена операция, но врачам не удалось спасти его жизнь.
Похоронен в Братской могиле советских воинов в п. Зорино (№ 78 в перечне из 238 захороненных воинов).
Орден Отечественной войны II степени (12.08.1944) № 131747 выслан семье 15 марта 1945 года.

## Творчество
Дебютировал в печати в 1923 году в газете «Яш къувет» («Молодая сила») со стихотворением «Комсомол».
В 1926 году написал лирические стихи «Моя мама» и «Родное село», посвящённое родному селу Ускут.
В 1929 году выходит в свет первый сборник его стихов — «Песни батрака». Спустя два года вышел второй сборник — «Наступление».
В 1931 году пишет на музыку Я. Шерфединова «Марш красноармейцев» («Къызыл аскер маршы»). Также автор «Партизанского марша» и «Марша колхозников».
Его речь о роли и задачах крымских писателей на состоявшемся в 1934 году Первом съезде советских писателей, высоко оценённая А.М. Горьким, была опубликована в «Литературной газете».
В 1935-1936 годах переведённые на русский язык стихотворения Иргата Кадыра были опубликованы в журнале «Литература и искусство Крыма», а а 1937 году в сборнике «Поэты Крыма».
В 1936 году выходит из печати отдельным изданием поэма «Исмаил» о нелёгкой жизни простого народа на селе.
Входил в редакцию отдела «Народы Крыма и национально-культурное строительство» так и не вышедшей «Советской энциклопедии Крыма».
Осуществил переводы на крымскотатарский язык произведений Толстого («Хаджи Мурат», «Казаки», «Севастопольские рассказы»), Гладкова («Цемент»), Шолохова («Тихий Дон», «Поднятая целина»), Серафимовича («Железный поток»), Фадеева («Разгром»).
В 1943 году написал стихотворение «Рожденные для битвы».
Опубликованы фронтовые письма поэта родным. Последнее из них - письмо сыну от 16 января 1945 года: «Я здесь воюю только на «отлично», а плохим среди нас вообще нет места...».

## Память
В честь поэта названа улица в пгт. Молодежное Симферопольского района Крыма.
В 1978 году советский крымскотатарский писатель Джемиль Сейдаметов написал книгу-биографию «Иргат Кадыр. Литературный портрет», Ташкент, 1978 - 88 стр.